# ひいくんのあるく町
『ひいくんのあるく町』は、2017年9月2日公開の日本映画。

## 概要
人通りの少なくなった商店街を毎日歩き回る知的障害のある男性の暮らしを追いながら、地方の現実やそこに暮らす人々の温かさを描いたドキュメンタリー。
監督は、この地域の出身の青柳拓。かつては日本中にあったような風景を映し出す。

## あらすじ
山梨県甲府盆地の南、市川大門町。その町並みをヘルメット姿の少年のような風変わりなおじさんがひょこたんと歩く。彼は町の人々の手伝いをして、「ひいくん」と愛称され温かく受け入れられている。いつも、当たり前のように町があり、人がいた。しかし、いつしか町はシャッターが目立つようになった。お気に入りの電気屋「水口屋テレビ」の店主・青柳正輝さんは病気で倒れ、店を閉めた。写真好きの正輝さんが撮影した膨大な数の写真には、この町の活気ある姿が確かな形で写っていた。華やかだった町の風景、盛り上がる祭り…。今、町はゆるやかに静まってゆくが、我らが人気者のひいくんはこの町を今日も朗らかに歩き続ける。

## 登場人物
- 渡井秀彦（ひいくん）
- 青柳正輝
- 一瀬喜代司
- 芦沢稔
- 青柳正彦

## スタッフ
- 監督：青柳拓
- プロデューサー：植田朱里
- 副プロデューサー：熊澤海透
- 撮影：山野目光政
- 録音：福田陽、植田朱里
- 編集：朝野未沙稀
- 題字：渡井秀彦（ひいくん）
- アドバイザー：安岡卓治、島田隆一、山内大堂、辻井潔
- 製作：日本映画大学
- 配給：水口屋フィルム

## 受賞
- 映文連アワード2017 優秀作品賞（準グランプリ）受賞
- 第8回 座･高円寺ドキュメンタリーフェスティバル コンペティション部門入賞